# Cryptostephanus
 Cryptostephanus é um género botânico pertencente à família amaryllidaceae...

## Espécies
- Cryptostephanus densiflorus
- Cryptostephanus haemanthoides
- Cryptostephanus herrerei
- Cryptostephanus merenskyanus
- Cryotostephanus vansonii